# Arthur Moeller van den Bruck

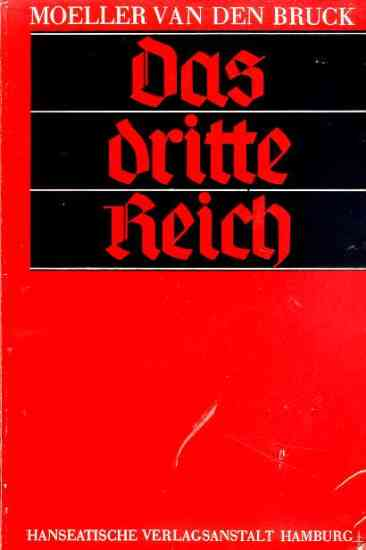
Okładka książki „Trzecia Rzesza”

Arthur Moeller van den Bruck (ur. 23 kwietnia 1876 w Solingen, zm. 30 maja 1925 w Berlinie) – niemiecki historyk kultury oraz pisarz polityczny. Jeden z działaczy na rzecz „konserwatywnej rewolucji” w Niemczech. Krytyk demokracji parlamentarnej, liberalizmu, komunizmu i amerykańskiego kapitalizmu. Twórca pojęcia „Trzecia Rzesza” przejętego później przez nazistów, których sam van den Bruck nigdy nie wspierał.

## Twórczość
- Die moderne Literatur in Gruppen und Einzeldarstellungen (1900)
- Das Variété: Eine Kulturdramaturgie (1900)
- Die Deutschen: Unsere Menschheitsgeschichte (1904)
- Zeitgenossen (1905)
- Die italienische Schönheit (1913)
- Der preußische Stil (1915)
- Das Recht der jungen Völker (1918)
- Das dritte Reich (1923)